# Maria Pia de Saxe-Coburgo e Bragança
Maria Pia de Bragança(a) (Coração de Jesus, Lisboa, 13 de março de 1907 — Verona, 6 de maio de 1995) foi uma escritora e jornalista portuguesa. Era também conhecida como Maria Pia de Saxe-Coburgo Gotha e Bragança.(b) Já depois da morte de D. Manuel II em 1932, a cujo funeral de Estado não compareceu, a partir de meados da década de 1950 alegou publicamente ser filha bastarda do rei D. Carlos I, reivindicando o trono de Portugal. Reclamou a pertença dos títulos nobiliárquicos de Princesa Real de Portugal e Duquesa de Bragança e, sustentando-se no texto das Cortes de Lamego, defendeu ser a legítima pretendente a Rainha de Portugal. Ficou também conhecida pelo pseudónimo literário Hilda de Toledano.(c)

## Nascimento e batismo

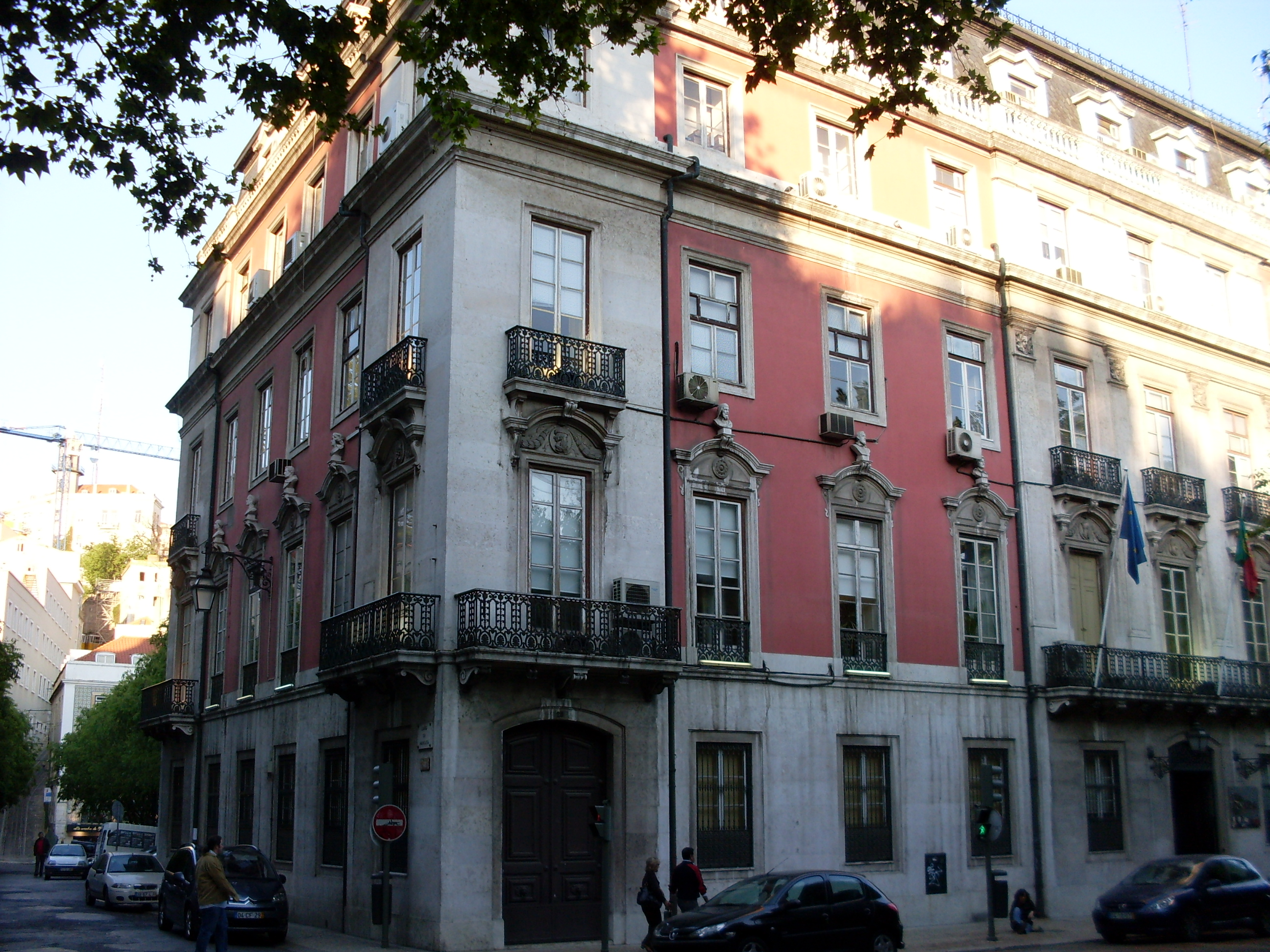
O n.º 26 da Avenida da Liberdade, em Lisboa, onde nasceu Maria Pia de Saxe-Coburgo e Bragança (actualmente instalações da EPAL).

Maria Pia de Saxe-Coburgo Gotha e Bragança nasceu a 13 de março de 1907 na Avenida da Liberdade, freguesia do Coração de Jesus, em Lisboa, Portugal,(d) alegadamente filha de uma relação adúltera entre o rei D. Carlos I de Portugal (casado com a princesa D. Amélia de Orleães) e Maria Amélia de Laredó e Murça, natural de Cametá, estado do Pará, Brasil, filha esta, segundo o certificado de baptismo madrileno de Maria Pia de Bragança, de Armando Maurício Laredó e Laredó e de Maria Amélia Murça e Berhen.(e) O romance entre o rei D. Carlos e Maria Amélia de Laredó e Murça foi tornado público pelo jornal A Lucta, de Manuel de Brito Camacho, que, em setembro de 1907, já dava conta de um escândalo do monarca envolvendo a oferta de casas na Rua das Necessidades à sua amante brasileira.
Maria Pia de Saxe-Coburgo e Bragança alegou que, por ser filha adulterina, foi levada, por razões compreensíveis, não tendo ainda um mês de idade, para a capital espanhola e aí baptizada aos 15 de abril de 1907, na paróquia de Carmen y San Luis, Diocese de Madrid-Alcalá. O seu registo de baptismo incluiria, alegadamente, a cópia de uma carta de reconhecimento, supostamente escrita e assinada pelo rei D. Carlos I de Portugal e datada de 14 de março de 1907. Nesta carta o monarca reconhecia-a como sua filha, «a fim de poder chamar-se com o meu nome e gozar d'ora em diante deste nome com as honras, prerrogativas, proeminências ou obrigações e vantagens dos Infantes da Casa de Bragança de Portugal». O original do presente documento terá ficado guardado nos arquivos do rei Afonso XIII de Espanha  que a protegeu nos seus primeiros anos de vida e que, baseado na alegada carta régia de reconhecimento paterno, insistiu para que ela defendesse sempre os seus direitos de sucessão ao trono de Portugal.
Este registo de baptismo estaria supostamente arquivado na Igreja de San Fermín de Los Navarros, construída em 1884 e incendiada durante a revolta popular de 19 de julho de 1936, no início da Guerra Civil Espanhola. Os registos paroquiais desapareceram para sempre, sendo gradualmente reconstruídos graças a atestados e certidões guardados pelos interessados e seus familiares. Em 1939 o vigário-geral da Diocese de Madrid-Alcalá emitiu um certificado de baptismo para Maria Pia de Saxe-Coburgo e Bragança com informações que lhe foram fornecidas nesse momento por António Goicoechea y Cusculluela, um membro do Parlamento espanhol, e pelo governador do Banco de Espanha, que tinham estado, alegadamente, presentes no acto do baptismo. Ao acto do baptismo teriam ainda assistido D. Afonso de Bragança, Duque do Porto, tio da menina, e o ministro plenipotenciário Conde de Monteverde,(f) o qual havia sido apoderado por el-rei D. Carlos para que fosse padrinho da criança. O facto de o assento de baptismo não conter uma procuração formal do pai da criança ao dito Conde de Monteverde constituiu prova, segundo o Supremo Tribunal de Justiça, da ausência de relevância do dito assento. Este certificado baptismal foi continuamente utilizado como prova na reivindicação de Maria Pia de Saxe-Coburgo e Bragança enquanto filha do rei D. Carlos.
Este registo foi, em 23 de abril de 1975, inscrito no livro de nascimentos da 6ª Conservatória do Registo Civil de Lisboa, por ordem do conservador,(g) sendo mais tarde anulado, por ter sido considerada como não autêntica a carta de reconhecimento de D. Carlos,(h) ficando Maria Pia registrada perante o Estado Português apenas com os seus dois nomes próprios, e como filha e neta de pais e avós desconhecidos.(i)

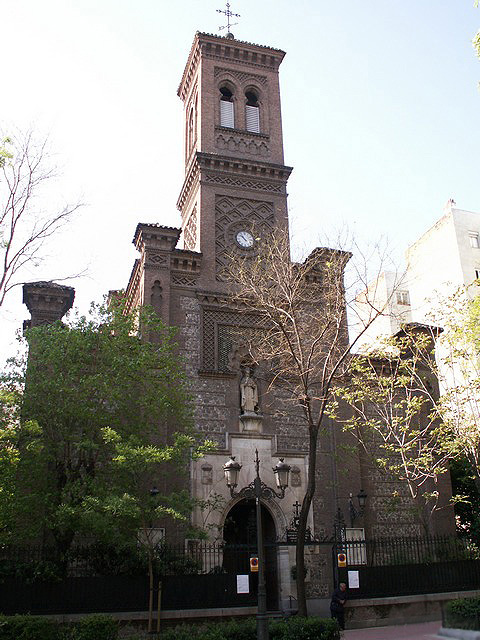
A Igreja de San Fermin de los Navarros (estilo neo-mudejar), em Madrid, Espanha, onde foi baptizada Maria Pia de Bragança.

## Casamentos e filhos
A 16 de Junho de 1925, com apenas dezoito anos, Maria Pia de Saxe-Coburgo e Bragança contraiu o seu primeiro matrimónio com Francisco Javier Bilbao y Batista, um cubano de Camagüey proveniente de famílias ricas e que era vinte anos mais velho do que ela.(j) Tendo em conta que Francisco Bilbao era já divorciado, o primeiro casamento de Maria Pia de Saxe-Coburgo e Bragança foi de natureza civil e decorreu numa embaixada em Paris.[carece de fontes?] Deste casamento nasceu apenas uma filha, Fátima Francisca Xaviera Iris Bilbao de Saxe-Coburgo Gotha e Bragança (Madrid, 16 de novembro de 1932(k) - 13 de setembro de 1982), que teve um desenvolvimento imperfeito e acabou por recolher-se a um convento.[carece de fontes?]
Maria Pia de Saxe-Coburgo e Bragança viveu durante pouco tempo com Francisco Bilbao y Batista em Cuba, tendo regressado a Espanha. Francisco morreu a 15 de novembro de 1935, na sua casa de Camagüey.
Para escapar à Guerra Civil Espanhola, Maria Pia de Saxe-Coburgo e Bragança mudou-se com a sua primeira filha para Roma. Em 1939, no dia em que começou a Segunda Guerra Mundial, casou com o Coronel Giuseppe Manlio Blais (Subiaco, 11 de junho de 1891), um distinto oficial dos carabineiros. Os oficiais dos carabineiros estavam interditos de se casarem com estrangeiros, pelo que o casamento foi celebrado na clandestinidade e só foi registado civilmente a 5 de agosto de 1946, já com a guerra terminada e o Coronel Blais promovido a General. A união provou-se muito feliz e ambos tiveram uma filha, Maria da Glória Cristina Amélia Valéria Antónia Blais de Saxe-Coburgo Gotha e Bragança, nascida a 28 de julho de 1946. Esta filha, Maria Cristina casou-se com o famoso escultor espanhol Miguel Ortíz y Berrocal (1933-2006) e ambos foram viver para Verona. Tiveram dois filhos: Carlos Miguel Berrocal de Saxe-Coburgo Gotha e Bragança (nascido em 1976) e Beltrão José Berrocal de Saxe-Coburgo Gotha e Bragança (nascido em 1978).
O general Blais morreu em 1983. Em 1985, Maria Pia de Saxe-Coburgo e Bragança contraiu o seu último matrimónio com o português António João da Costa Amado-Noivo (28 de janeiro de 1952 - 29 de dezembro de 1996).

## Carreira literária
No início dos anos 1930, Maria Pia de Saxe-Coburgo e Bragança começou a sua carreira jornalística em Madrid, tendo particular êxito quando foi a Havana entrevistar o ditador Fulgêncio Baptista. Tinha uma série de artigos publicados em duas publicações espanholas, a revista Blanco y Negro e o jornal ABC. Esteve também, por sua própria conta, como jornalista correspondente em Marrocos, tendo-se envolvido em diversas aventuras.
Em 1937, Maria Pia de Saxe-Coburgo e Bragança escreveu o seu primeiro livro La hora de Alfonso XIII (A Hora de Afonso XIII), publicado em Havana, Cuba, pela UCAR, Garcia y Compañía. Este trabalho, escrito em espanhol, e publicado sob o pseudónimo "Hilda de Toledano", é uma defesa do rei Afonso XIII de Espanha, que foi viver para o exílio na altura.
Em 1954, Maria Pia de Saxe-Coburgo e Bragança escreveu Un beso y … nada más: confidencia consciente de uma pecadora inconsciente (Um beijo… e nada mais: confissão consciente de uma pecadora inconsciente), publicado em Madrid pela Plenitud. Este trabalho também foi escrito em espanhol, e publicado sob o pseudónimo "Hilda de Toledano". É um romance, mas claramente inspira-se fortemente sobre determinados incidentes na vida da autora.
Em 1957, Maria Pia de Saxe-Coburgo e Bragança escreveu Mémoires d'une Infante vivante (Memórias de uma Infanta viva), publicado em Paris por Del Duca. Este trabalho, escrito em francês e publicado sob o nome de "Maria Pia de Saxe-Cobourg Bragance", é uma autobiografia. Ele marca a primeira tentativa de Maria Pia de Bragança receber o reconhecimento generalizado do público de que ela era a filha ilegítima do Rei D. Carlos I de Portugal. No livro, porém, Maria Pia de Bragança não fez qualquer reivindicação de direitos dinásticos. Em vez disso, Maria Pia de Bragança sugeriu que o legítimo herdeiro do trono português deveria ser a Princesa D. Isabel de Orléans, filha mais velha de Henrique, conde de Paris, e de D. Isabel de Orléans e Bragança, princesa do Brasil.

## Reivindicação activa do trono português

Brasão da Casa Real de Bragança-Saxe-Coburgo-Gota.

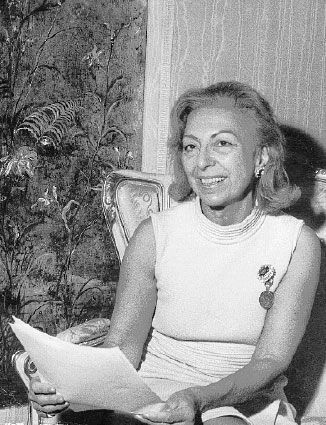
Maria Pia de Bragança num dos seus discursos públicos aos portugueses

Durante várias décadas Maria Pia de Saxe-Coburgo e Bragança alegou ser filha bastarda do rei D. Carlos I de Portugal, ter sido reconhecida pelo próprio rei como sendo sua filha e que este lhe teria concedido todas as honras, privilégios, prerrogativas, obrigações e direitos que eram devidos aos legítimos Infantes de Portugal, com direito ao tratamento de "Sua Alteza Real" e ao título de "Infanta". Porém, não fez, até 1957, qualquer alegação quanto ao facto de ser a legítima Rainha de Portugal, em sucessão a D. Manuel II, o filho de D. Carlos I (e suposto meio-irmão de Maria Pia de Bragança), que faleceu sem filhos em 1932.
Em 15 de Julho de 1957, um grupo de monarquistas portugueses liderados por João António da Costa Cabedo, e intitulando-se como "legitimistas constitucionais", fez uma petição dirigida a Maria Pia de Saxe-Coburgo e Bragança, pedindo-lhe que reivindicasse o trono português.
Em 1958, passou por Portugal, onde foi recebida pelo Presidente da República Portuguesa, Francisco Craveiro Lopes. O presidente do Conselho de Ministros de Portugal, António de Oliveira Salazar, porém, recusou-se a conhecê-la. Nas eleições presidenciais desse ano, o general Humberto Delgado sofreu uma derrota eleitoral, sendo depois vítima de represálias por parte do regime salazarista e alvo de ameaças por parte da polícia política. Humberto Delgado pediu asilo político na Embaixada do Brasil, seguindo depois para o exílio nesse país. Durante o período do seu exílio no Brasil foi amplamente apoiado por Maria Pia de Saxe-Coburgo e Bragança, a quem se dirigia como "a Princesa" ou "a Duquesa", ela que o ajudou monetariamente e ainda lhe ofereceu uma das suas residências em Roma para que o General pudesse regressar ao território europeu.
Maria Pia de Saxe-Coburgo e Bragança demonstrou sempre a sua oposição à ditadura portuguesa.
A partir desta altura, Maria Pia de Saxe-Coburgo e Bragança passou a usar publicamente o título de duquesa de Bragança e atraiu o apoio de alguns activistas monárquicos que se opunham a Salazar. Por outro lado, alguns monárquicos apoiavam o pretendente Duarte Nuno de Bragança, que também usou o título de duque de Bragança e foi alegadamente reconhecido como tal, tanto em Portugal como na Europa por outras casas reais. Duarte Nuno incentivou os monarquistas a apoiarem Salazar,[carece de fontes?] na esperança de que poderiam vir a restaurar a monarquia em Portugal, tal como Francisco Franco fez em Espanha ao submeter a referendo a lei da sucessão na chefia do Estado, em 1947.

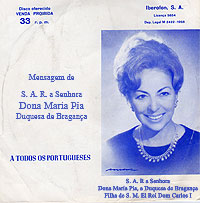
Capa do disco com os discursos de Maria Pia de Bragança

Duarte Nuno de Bragança pertencia ao ramo da Família Real Portuguesa que descendia do antigo rei D. Miguel, derrotado na Guerra Civil Portuguesa de 1831-1834 e forçado a abdicar em Evoramonte e a partir para o exílio. O então já ex-infante D. Miguel e todos os seus descendentes foram, então, perpetuamente banidos da sucessão ao trono português. Essa exclusão da sucessão foi ainda reforçada com a promulgação da Lei do Banimento, em dezembro de 1834, e foi inscrita na Constituição Portuguesa de 1838. A linha que descende do ex-infante D. Miguel, foi associada a uma monarquia absolutista, em oposição à monarquia constitucional da rainha D. Maria II e dos seus descendentes. Maria Pia de Saxe-Coburgo e Bragança jogou com a rivalidade entre os círculos de miguelistas e constitucionalistas, apresentando-se como candidata "constitucional" (ou seja, liberal). O apoio a Salazar por Duarte Nuno, na década de 1950, permitiu que Maria Pia de Bragança se apresentasse ainda mais como democrática e liberal.
Maria Pia de Saxe-Coburgo e Bragança foi muito activa na sua reivindicação ao trono português a partir de 1960. Artigos sobre ela apareceram em jornais italianos e portugueses. Em fevereiro de 1965, foi a Portugal para visitar o túmulo do Rei D. Carlos I. Quando deixava Portugal para regressar a Espanha, foi presa e encarcerada durante a noite no Forte de D. Luís I em Caxias. Foi libertada sem acusação, a pedido da embaixada italiana. Entre os seus advogados, Maria Pia de Bragança contou com a ajuda de nomes sonantes na praça pública como: Adelino da Palma Carlos, futuro primeiro-ministro de Portugal; Fernando Augusto de Freitas Mota Luso Soares, magistrado do Ministério Público; Francisco de Sousa Tavares, reconhecido advogado, jornalista e futuro ministro de Portugal; e Mário Soares, futuro primeiro-ministro e presidente da República Portuguesa.
Já nos anos 1980, com a morte do pretendente Duarte Nuno de Bragança, foi seu filho mais velho, Duarte Pio, quem passou a disputar com Maria Pia de Saxe-Coburgo e Bragança os direitos sucessórios da Dinastia de Bragança.
Maria Pia de Saxe-Coburgo e Bragança conviveu frequentemente com o jet set. Em Portugal manteve uma amizade com a poetisa Sophia de Mello Breyner Andresen, esposa de um dos seus advogados, Francisco Sousa Tavares, e frequentou o Botequim, o bar lisboeta fundado pela sua amiga Natália Correia que se tornou num importante ponto de passagem de grande parte da intelectualidade portuguesa da época. Em Espanha afirmou que manteve durante muitos anos amizade com o exilado Rei Afonso XIII de Espanha e com os seus filhos Infante Afonso de Bourbon, Príncipe das Astúrias e Infante Jaime de Bourbon, Duque de Segóvia, e esta mesma relação foi confirmada pela primeira esposa deste último, Emmanuela de Dampierre. Em 1935, Maria Pia de Saxe-Coburgo e Bragança foi convidada para o casamento do Infante João de Bourbon, Conde de Barcelona, avô do atual rei de Espanha, Filipe VI, com Maria das Mercedes de Bourbon e Orléans, Princesa das Duas Sicílias, e do qual fez o relato jornalístico que publicou na sua primeira obra. Muita da correspondência existente entre Maria Pia de Saxe-Coburgo e Bragança e os membros das famílias reais europeias manifesta que foi reconhecida em vida, pelo menos por grande parte do sistema principesco da Europa, como filha natural do rei Carlos I de Portugal.

## Caso jurídico sobre o certificado de baptismo
Em outubro de 1966, Duarte Nuno de Bragança requereu a um tribunal eclesiástico da diocese de Madrid-Alcalá que fosse removido o nome do Rei D. Carlos do certificado baptismal de Maria Pia de Saxe-Coburgo e Bragança. Duarte Nuno alegou que não havia provas de que o rei D. Carlos fosse o pai de Maria Pia de Saxe-Coburgo e Bragança. O Rito Romano estabelece que o celebrante só pode gravar o nome do pai se ele pedir ou se autor de documentos de fé pública reconhecendo a paternidade (Título XII, caput II). O Rei D. Carlos, claramente, não estava presente no baptismo, mas Maria Pia de Saxe-Coburgo e Bragança alegou que a cópia do documento supostamente assinado por D. Carlos no qual este lhe concedia os direitos dos Infantes de Portugal teria sido justificação suficiente nos termos do direito canónico para D. Carlos ser designado como pai no seu certificado baptismal.
Em fevereiro de 1972, o pedido de Duarte Nuno de Bragança relativo à alteração do certificado baptismal de Maria Pia de Saxe-Coburgo e Bragança foi presente ao Tribunal Apostólico da Sacra Rota Romana, o normal recurso jurisdicional da Igreja Católica. Em 6 de dezembro de 1972, o tribunal indeferiu o pedido de alteração do registo baptismal de Maria Pia de Saxe-Coburgo e Bragança, com o fundamento de que Duarte Nuno de Bragança não tinha legitimidade processual no caso em apreço, uma vez que o caso implicava a perda de estado, resultando em manifesto prejuízo para a ré Maria Pia de Saxe-Coburgo e Bragança, e como tal não poderia ter por autor pessoa terceira, e portanto estranha ao prejudicado, cujo interesse na situação era manifestamente de índole privada. Duarte Nuno era primo em sexto grau do Rei D. Carlos, e como tal considerado sem legitimidade para ser autor do dito processo. A Comissão Pontifícia da Rota Romana que apreciou o caso deliberou também que o baptismo de Maria Pia de Bragança era válido e que o certificado baptismal reconstituído se devia manter em toda a sua “força, fé e vigor”, ou seja, na mesma situação em que estava antes da abertura do processo.(l)
Em 1992 o processo foi arquivado.

## Caso jurídico sobre a propriedade em Portugal
Em 1982, Maria Pia de Saxe-Coburgo e Bragança apresentou um pedido de restituição da propriedade privada real da Casa Real de Portugal, o qual foi rejeitado pelo Supremo Tribunal de Justiça em Lisboa, em 14 de abril de 1983. O Tribunal em questão deliberou que Maria Pia de Saxe-Coburgo e Bragança não tinha suficientemente estabelecida a identidade do seu pai, apesar da apresentação do seu certificado baptismal (e o qual tinha sido anteriormente validado pelo Tribunal da Sacra Rota Romana).

## Abdicação
Em 1985, Maria Pia de Saxe-Coburgo e Bragança designou Rosario Poidimani, um cidadão italiano, como seu herdeiro dinástico, apesar de ter uma filha e dois netos vivos.
Em 2 de dezembro de 1985, Maria Pia de Saxe-Coburgo e Bragança assinou um documento destinado a alterar a Carta Constitucional Portuguesa de 1826 e a reconhecer Poidimani como seu sucessor. Em 1 de julho de 1986 assinou o chamado "Acto Soberano n.º 4", colocando Poidimani como «parente consanguíneo para fins heráldicos», mas não especificando, no entanto, qual era a relação de consanguinidade.
A 3 de abril de 1987, Maria Pia de Saxe-Coburgo e Bragança assinou o chamado "Acto Soberano n.º 5", abdicando da sua reivindicação ao trono português e transferindo os seus alegados direitos dinásticos para Rosario Poidimani. No documento, Maria Pia de Saxe-Coburgo e Bragança afirmou que a razão para a sua acção em favor de Rosario Poidimani foi, entre outras razões, ter estado "totalmente privada do apoio da minha descendência". Várias semanas após o documento ter sido assinado, Maria Pia de Saxe-Coburgo e Bragança e Rosario Poidimani, numa conferência de imprensa realizada em Lisboa e transmitida pela televisão em Portugal confirmaram a abdicação.(o)
Após a cerimónia de abdicação decorrida em 1987, Rosario Poidimani passou a apresentar-se como "Sua Alteza Real Dom Rosário de Saxe-Coburgo Gotha e Bragança, 22.º Duque de Bragança", e tem-se mantido activo na promoção da sua pretensão dinástica. Mantém um escritório na cidade de Vicenza, na Itália, onde vive, mas também declaradamente visita Portugal regularmente.[carece de fontes?]
Em dezembro de 2003, Rosario Poidimani agiu judicialmente contra Guy Stair Sainty em virtude de uma sua publicação on-line com a análise das alegações de Maria Pia de Bragança e Rosario Poidimani (intitulada: Uma breve resposta às declarações feitas pelos apoiantes da falecida D. Maria Pia de Saxe-Coburgo Gotha e Bragança, do seu neto Carlos Miguel Berrocal y Blais, e do seu cognato alegado Rosario Poidimani, no respeito das suas pretensões ao trono de Portugal). Em 2010 Rosario Poidimani ganhou o caso e o tribunal italiano condenou Guy Stair Sainty a pagar 20 000 €.[carece de fontes?] Em 2016 a decisão tornou então favorável a Guy Stair Sainty após recurso ganho junto do Tribunal de Apelo de Veneza (La Corte di Appello di Venezia) que desta forma rejeitou a queixa anteriormente entreposta por Rosario Poidimani, exonerando Guy Stair Sainty de qualquer responsabilidade para com Rosario Poidimani, de acordo com a sentença no processo no. 730/2016 publicado a 30 de março de 2016, RG n. 2667/2010, Repert. n. 680/2016 de 30.03.2016.[carece de fontes?]
Em setembro de 2006, o Governo Português decidiu agir contra o pretendente Rosario Poidimani de modo a alegadamente salvaguardar os interesses portugueses no estrangeiro, por este ter atribuído títulos de nobreza e condecorações das ordens honoríficas portuguesas sem estar mandatado para isso, lesando assim os interesses, o bom nome e a honra do Estado Português.
Em 2007, Rosario Poidimani foi detido sob a acusação de uma suposta burla em relação à venda de passaportes diplomáticos que o pretendente afirmou estar autorizado a emitir na sua qualidade de chefe da Casa Real de Portugal e Presidente do Instituto Internacional para as Relações Diplomáticas.(m) O Tribunal de Busto Arsizio condenou-o, em primeiro grau, a cinco anos de prisão, em janeiro de 2012, e imediatamente Rosario Poidimani pediu apelo com recurso na certeza da sua inocência.[carece de fontes?]
A 15 de abril de 2013, o Tribunal de apelação de Milão arquivou o processo do pretendente Rosario Poidimani por considerar prescritos os crimes de que fora acusado. Rosario Poidimani, por seu turno, declarou à imprensa que irá recorrer ao Supremo Tribunal para obter a absolvição completa e reivindicar o direito à compensação por danos sofridos. O pretendente iniciou ainda várias ações judiciais contra Duarte Pio de Bragança e contra os funcionários do Ministério dos Negócios Estrangeiros que alegadamente o acusaram sem fundamento.[carece de fontes?]

## Morte
Maria Pia de Saxe-Coburgo e Bragança morreu em Verona a 6 de maio de 1995. Foi sepultada junto do seu segundo marido, o General Blais, no Cemitério Monumental de Verona.

## Reivindicações pós-Monarquia
Durante a sua vida, Maria Pia de Saxe-Coburgo-Gotha e Bragança reivindicou os seguintes títulos nobiliárquicos:
- Infanta de Portugal
- Duquesa de Bragança
- Princesa da Beira
- Duquesa do Porto
- Duquesa de Beja
- Duquesa de Coimbra
- Condessa de Neiva
- Condessa de Arraiolos
- Condessa de Penafiel
- Grã-Mestre das Ordens dinásticas de Portugal